# Ball Park Music
Ball Park Music — австралийская инди-рок-группа из Брисбена, состоящая из пяти человек: Сэма Кромака, Дженнифер Бойс, Пола Фернесса, Дина Хэнсона и Дэниела Хэнсона. С момента своего образования в 2008 году группа выпустила семь студийных альбомов. Их дебютный альбом Happiness and Surrounding Suburbs (2011) был номинирован на премию J Awards в категории «Австралийский альбом года», а следующий Museum (2012) дебютировал на девятой позиции в чартах ARIA. Их третий альбом Puddinghead (2014) был поддержан платиновым синглом «She Only Loves Me When I'm There».
Их экспериментальный четвертый альбом Every Night the Same Dream (2016) получил высокую оценку за влияние психоделического рока. В 2018 году группа выпустила Good Mood, вернувшийся к привычному инди-поп-звучанию. Платиновый сингл «Exactly How You Are» с этого альбома занял 18-е место в рейтинге Triple J Hottest 100, 2017 и принес пластинке признание критиков с тремя номинациями на премию ARIA Music Awards. В 2020 году они выпустили свой шестой студийный альбом Ball Park Music при поддержке сингла «Cherub», который занял четвертое место в рейтинге Triple J Hottest 100, 2020. Альбом выиграл премию Queensland Music Awards в номинации "Альбом года" и достиг второго места в чартах ARIA. Седьмой альбом группы Weirder & Weirder (2022) был номинирован на премию 2022 ARIA Music Awards в номинациях "Лучший независимый альбом" и "Лучший рок-альбом".

## Дискография
Смотри статью «Дискография Ball Park Music» в англ. разделе.
- Happiness and Surrounding Suburbs (2011)
- Museum (2012)
- Puddinghead (2014)
- Every Night the Same Dream (2016)
- Good Mood (2018)
- Ball Park Music (2020)
- Weirder & Weirder (2022)